# British Lion
British Lion ist eine englische Hard-Rock-/Heavy-Metal-Band aus London.

## Geschichte
Die Band wurde im Jahre 2012 vom Iron-Maiden-Bassisten Steve Harris gegründet, um kürzere, eher nach dem Hard Rock orientierte Lieder als bei seiner Stammband zu schreiben. Komplettiert wurde die Band vom Sänger Richard Taylor, den Gitarristen David Hawkins und Grahame Leslie und den Schlagzeuger Simon Dawson. Am 24. September 2012 wurde das von Steve Harris produzierte Debütalbum British Lion über EMI veröffentlicht. Das Album erreichte Platz 39 der britischen, Platz 67 der deutschen, Platz 66 der österreichischen, Platz 40 der Schweizer und Platz 138 der US-amerikanischen Albumcharts. Im Frühjahr 2013 spielte die Band eine Europatournee.
Im Sommer 2015 folgte eine Headlinertournee durch das Vereinigte Königreich mit den Vorbands Tremonti und The Raven Age, in der Steve Harris’ Sohn George Gitarre spielt. Eine weitere Europatournee folgte im Herbst 2016 mit der Vorgruppe Voodoo Six. Im Sommer 2017 spielten British Lion auf dem Wacken Open Air. Am 17. Januar 2020 veröffentlichte die Band über Parlophone ihr zweites Studioalbum The Burning, welches Platz 27 der Schweizer, Platz 68 der deutschen und Platz 171 der US-amerikanischen Albumcharts erreichte. Gleichzeitig spielte die Band ihre erste Tournee in den Vereinigten Staaten. Ende 2021 sollten British Lion zusammen mit der Band The Darkness auf Tour durch das Vereinigte Königreich gehen. British Lion sagten ihre Teilnahme wegen „inakzeptabler Tourprotokolle“ wieder ab. Stattdessen gingen British Lion auf eine eigene Headlinertournee mit der Vorgruppe Airforce.

## Diskografie
Alben

| Jahr | Titel Musiklabel       | Höchstplatzierung, Gesamtwochen, AuszeichnungChartplatzierungen (Jahr, Titel, Musiklabel, Platzierungen, Wochen, Auszeichnungen, Anmerkungen) | Höchstplatzierung, Gesamtwochen, AuszeichnungChartplatzierungen (Jahr, Titel, Musiklabel, Platzierungen, Wochen, Auszeichnungen, Anmerkungen) | Höchstplatzierung, Gesamtwochen, AuszeichnungChartplatzierungen (Jahr, Titel, Musiklabel, Platzierungen, Wochen, Auszeichnungen, Anmerkungen) | Höchstplatzierung, Gesamtwochen, AuszeichnungChartplatzierungen (Jahr, Titel, Musiklabel, Platzierungen, Wochen, Auszeichnungen, Anmerkungen) | Höchstplatzierung, Gesamtwochen, AuszeichnungChartplatzierungen (Jahr, Titel, Musiklabel, Platzierungen, Wochen, Auszeichnungen, Anmerkungen) | Anmerkungen                              |
| Jahr | Titel Musiklabel       | DE | AT | CH | UK | US | Anmerkungen                              |
| ---- | ---------------------- | --- | --- | --- | --- | --- | ---------------------------------------- |
| 2012 | British Lion EMI       | DE67 (1 Wo.)DE | AT66 (1 Wo.)AT | CH40 (1 Wo.)CH | UK39 (1 Wo.)UK | US138 (1 Wo.)US | Erstveröffentlichung: 24. September 2012 |
| 2020 | The Burning Parlophone | DE68 (1 Wo.)DE | — | CH27 (1 Wo.)CH | — | US171 (1 Wo.)US | Erstveröffentlichung: 17. Januar 2020    |